# Дивош (Сремска Митровица)
Дивош је насеље у северозападном делу општине Сремска Митровица у Сремском округу. Према попису из 2022. било је 1075 становника.
Близу села се налази манастир Кувеждин, један од 16 манастира на Фрушкој гори. Поред манастира Кувеждин, у непосредној близини села се налазе и манастири Света Петка (Петковица) и манастир Дивша (Ђипша).

## Положај насеља
Село Дивош налази се у северозападном делу сремскомитровачке општине, на путу Сремска Митровица — Илок — Бачка Паланка. Најближа насеља селу у кругу од 5–6 km су Чалма, Шишатовац и Стара Бингула у сремскомитровачкој општини и Бингула у шидској општини. са селом Стара Бингула Дивош дели исту катастарску општину Дивош.

## Географија
Рељеф: Дивош је село фрушкогорског дела Срема, у његовом западном делу. Доминира лесно тло.
Село је посебно за војвођанске услове, пошто се састоји из три дела, међусобно удаљена 100 – 200 m. Канал Јарош дели село на два већа дела, постављена на падинама изнад долине потока — Велику Страну и Малу Страну, док се у самој долини потока налази трећи део, Прњавор. Прњавор је у прошлости сматран посебним насељем уз манастир Кувеждин, али је после Другог светског рата припојен селу због блиске везе са другим деловима данашњег села.
Центар Дивоша налази се на Великој Страни, близу места где се Велика Страна спаја путем са Малом Страном. У центру села налази се омањи трг окружен православном Црквом Св. Георгија (културно добро од великог значаја), месном канцеларијом, основном школом и сеоском продавницом. У средини трга налази се споменик изгинулим становницима у Другом светском рату. На Малој Страни налази се игралиште ФК Хајдук Дивош.
Клима: У Дивошу влада умерено континентална клима. Фрушкогорје, па и Дивош, посебно је по присуству локалног ветра фрушкогорца, који дува дуж долова са планине на северу ка равници на југу.
Воде: Главни водоток је поток Јарош. Због велике порозности леса дубина издани свуда осим у долу је на преко 25 м дубине, па су први бунари у селу копани тек почетком 20. века.
Биљни и животињски свет: Јужна половина сеоског атара је обрађена у виду њива, воћњака и винограда. Воћњаци се углавном налазе ближе селу, док су баште у долу, где је влажност земљишта већа. Виногради су некада били на брдима изнад села, повољним због окренутости југу. У највишем делу сеоског атара налазе се шуме граба, липе и цера, делом у државном, а делом у приватном власништву

## Историја
Место је 1885. године било у Ердевичком изборном срезу са својих 1168 душа.

## Привреда
Сеоска привреда углавном се ослања на пољопривредну производњу. Село је некада било чувено по виноградарству, посебно на потесима Маторци и Пиштинац, али је данас ова грана пољопривреде на издисају. Последњих деценија све се више гаји поврће, посебно парадајз.
Током протекле 2 деценије у селу су се јавиле и прве мануфактуре везане за месне услове (производња гајби, пилана), али је развој овог дела привреде тек у повоју.
Село има редовне аутобуске везе са градским средиштем Сремска Митровица, удаљеним 20 km, а асфалтираним путевима повезано је и са околним селима, која припадају општинама Шид, Бачка Паланка и Беочин.

## Археологија
За атар села Дивоша везано је и једно важно археолошко откриће. У делу атара према суседном селу Чалма деведесетих година прошлог века пронађен је и чувени златни аварски појас из 6. века, који је највероватније припадао кагану Бајану или неком другом од високих великодостојника тога времена. На то упућује и раскошна израда појаса и његове тежине (око килограм злата украшеног драгуљима). По финоћи израде и декоративним мотивима сирмијумски златни аварски појас издваја се од свих сродних, досада нађених предмета.

## Грб
Према записима, грб Дивоша је имао модро поље преко којег су две унакрсно положене гране, а између је био сребрни лемеш који симболизује занимање становништва.

## Становништво
После аустро-турских ратова крајем 17. века, када је Срем био подељен на властелинства, Дивош је са још 16 насеља ушао у Илочко властелинство грофа Одескалкија. По попису из 1737. године, село је имало 99 породичних старешина а селом су управљали кнезови Бошко Ситаровић, ешкут Радован Радичић и биров Вујица Марошевић. У то доба најчешћа бележена презимена су била Бајић, Банић, Богдановић, Давидовић, Јованић, Крсмановић, Лончаревић, Миљанов, Продановић, Радуловић, Савин и Сидаров.
Становништво Дивоша се знатно повећало у другој половини 18. века, када је село имало 183 домаћинстава. По попису из 1791. године село је имало 200 кућа и више од хиљаду душа, а двадесетак година касније достигло је број од 1.800 становника.
Највише становника у својој историји Дивош је имао пред Други светски рат, преко 2500. У току рата 20% становника је настрадало. После рата број становника је пао на испод 2000, а на каснијим пописима он се и даље смањивао првенствено исељавањем младог становништва у оближње градове, највише у Сремску Митровицу.
Данашњи Дивош има 570 кућа (и 70 празних), са око 1.500 становника.

## Демографија
У насељу Дивош живи 1276 пунолетних становника, а просечна старост становништва износи 41,8 година (40,5 код мушкараца и 43,1 код жена). У насељу има 523 домаћинства, а просечан број чланова по домаћинству је 3,02.
Ово насеље је великим делом насељено Србима (према попису из 2002. године).
|  |

| Демографија | Демографија | Демографија |
| Година      | Становника  | Становника  |
| ----------- | ----------- | ----------- |
| 1869.       | 1.748       |             |
| 1880.       | 1.771       |             |
| 1890.       | 2.126       |             |
| 1900.       | 2.139       |             |
| 1910.       | 2.335       |             |
| 1921.       | 2.311       |             |
| 1931.       | 2.410       |             |
| 1948.       | 1.387       |             |
| 1953.       | 1.495       |             |
| 1961.       | 1.614       |             |
| 1971.       | 1.644       |             |
| 1981.       | 1.618       |             |
| 1991.       | 1.527       | 1.506       |
| 2002.       | 1.585       | 1.599       |

| Етнички састав према попису из 2002.‍ | Етнички састав према попису из 2002.‍ | Етнички састав према попису из 2002.‍ | Етнички састав према попису из 2002.‍ | Етнички састав према попису из 2002.‍ |
| ------------------------------------ | ------------------------------------ | ------------------------------------ | ------------------------------------ | ------------------------------------ |
|                                      |                                      |                                      |                                      |                                      |
| Срби                                 | Срби                                 |                                      | 1.468                                | 92,61%                               |
| Југословени                          | Југословени                          |                                      | 29                                   | 1,82%                                |
| Хрвати                               | Хрвати                               |                                      | 11                                   | 0,69%                                |
| Словаци                              | Словаци                              |                                      | 10                                   | 0,63%                                |
| Русини                               | Русини                               |                                      | 3                                    | 0,18%                                |
| Мађари                               | Мађари                               |                                      | 3                                    | 0,18%                                |
| Муслимани                            | Муслимани                            |                                      | 2                                    | 0,12%                                |
| Бугари                               | Бугари                               |                                      | 2                                    | 0,12%                                |
| Немци                                | Немци                                |                                      | 1                                    | 0,06%                                |
| Македонци                            | Македонци                            |                                      | 1                                    | 0,06%                                |
| непознато                            | непознато                            |                                      | 45                                   | 2,83%                                |

| Година пописа     | 1948. | 1953. | 1961. | 1971. | 1981. | 1991. | 2002. |
| ----------------- | ----- | ----- | ----- | ----- | ----- | ----- | ----- |
| Број домаћинстава | 374   | 398   | 455   | 461   | 513   | 494   | 523   |

| Број чланова      | 1   | 2   | 3  | 4   | 5  | 6  | 7 | 8 | 9 | 10 и више | Просек |
| ----------------- | --- | --- | -- | --- | -- | -- | - | - | - | --------- | ------ |
| Број домаћинстава | 106 | 141 | 71 | 104 | 56 | 37 | 6 | 0 | 1 | 1         | 3,02   |

| Пол    | Укупно | Неожењен/Неудата | Ожењен/Удата | Удовац/Удовица | Разведен/Разведена | Непознато |
| ------ | ------ | ---------------- | ------------ | -------------- | ------------------ | --------- |
| Мушки  | 646    | 175              | 428          | 30             | 13                 | 0         |
| Женски | 680    | 105              | 425          | 133            | 17                 | 0         |
| УКУПНО | 1.326  | 280              | 853          | 163            | 30                 | 0         |

| Пол    | Укупно                    | Пољопривреда, лов и шумарство | Рибарство                            | Вађење руде и камена | Прерађивачка индустрија       |
| ------ | ------------------------- | ----------------------------- | ------------------------------------ | -------------------- | ----------------------------- |
| Мушки  | 365                       | 217                           | 0                                    | 0                    | 69                            |
| Женски | 176                       | 119                           | 0                                    | 0                    | 12                            |
| УКУПНО | 541                       | 336                           | 0                                    | 0                    | 81                            |
| Пол    | Производња и снабдевање   | Грађевинарство                | Трговина                             | Хотели и ресторани   | Саобраћај, складиштење и везе |
| Мушки  | 2                         | 8                             | 9                                    | 0                    | 12                            |
| Женски | 1                         | 2                             | 15                                   | 2                    | 0                             |
| УКУПНО | 3                         | 10                            | 24                                   | 2                    | 12                            |
| Пол    | Финансијско посредовање   | Некретнине                    | Државна управа и одбрана             | Образовање           | Здравствени и социјални рад   |
| Мушки  | 1                         | 0                             | 22                                   | 5                    | 2                             |
| Женски | 0                         | 0                             | 2                                    | 10                   | 8                             |
| УКУПНО | 1                         | 0                             | 24                                   | 15                   | 10                            |
| Пол    | Остале услужне активности | Приватна домаћинства          | Екстериторијалне организације и тела | Непознато            | Непознато                     |
| Мушки  | 7                         | 0                             | 0                                    | 11                   | 11                            |
| Женски | 3                         | 0                             | 0                                    | 2                    | 2                             |
| УКУПНО | 10                        | 0                             | 0                                    | 13                   | 13                            |

## Знаменитости
- Манастир Кувеждин — непокретно културно добро од великог значаја — 1 km северно од села;
- Српска православна црква Светог Георгија — непокретно културно добро од великог значаја — у средишту села;
- Локалитет Рохаљ Базе у оквиру НП Фрушка гора — 4 km северно од села.

## Познати Дивошани
- Стефан Ластавица — епископ Српске православне цркве;
- Андреј Фрушић — епископ Српске православне цркве;
- Димитрије Фрушић, један од првих новинара код Срба.